# Stanisław Moniuszko
Stanisław Moniuszko (Ubiel, 5 maggio 1819 – Varsavia, 4 giugno 1872) è stato un compositore polacco.
A partire dal 1827 il giovane Moniuszko ha studiato musica a Varsavia da August Freyer, poi a Minsk da Dominik Stefanowicz. Tra il 1837 ed il 1840 si è quindi spostato a Berlino dove ha studiato presso il compositore tedesco Carl Friedrich Rungenhagen. Dopo il 1840 è andato ad abitare a Vilnius, dove ha lavorato come organista. Nel 1858 si è trasferito a Varsavia, ed ha esercitato come direttore d'orchestra al Teatr Wielki (Teatro Grande); qui gli spettatori per la prima volta hanno potuto assistere a rappresentazioni delle sue opere.
In Polonia Moniuszko è considerato il "padre dell'opera polacca", autore di opere musicali di carattere nazionale (Halka, Straszny dwór), di molte canzoni per voce e pianoforte e di musica da camera.

## Le opere
- Halka - opera seria, 1848, seconda versione in 4 atti, 1858
- Flis - melodramma giocoso in 1 atto, 1858
- Hrabina  (La contessa), dramma musicale in 3 atti, 1859
- Verbum nobile - melodramma giocoso in 1 atto, 1861
- Straszny dwór (Il castello dei fantasmi) - melodramma giocoso in 4 atti, 1865
- Paria, 1868

L'opera principale di Moniuszko è Straszny dwór (Il castello dei fantasmi). Molto conosciuta è anche Halka, opera tragica sull'amore infelice di una povera fanciulla montanara per un ricco signore.

## La musica
- Il castello dei fantasmi - scena dal prologo, su youtube.com.
- Il castello dei fantasmi - l'aria di Skołuba Ten zegar stary.../ Questo orologio vecchio..., su youtube.com.
- Il castello dei fantasmi - l'aria di Stefan Cisza dokoła, noc jasna... / Silenzio dintorno, la notte è chiara (L'aria con la corrente), su youtube.com.
- Il castello dei fantasmi - Mazur, su youtube.com.
- Halka - L'ouverture, su youtube.com.
- Halka - L'aria di Halka, su youtube.com.
- Halka - L'aria di Jontek, su youtube.com.
- Prząśniczka / La filatrice - la più conosciuta canzone di Moniuszko, su youtube.com.